# Eau fossile
Une eau fossile ou nappe fossile est une eau souterraine présente dans une réserve naturelle, dite aquifère, depuis une période qui excède le temps de la civilisation humaine ; à ce titre, c'est une ressource non renouvelable.
La durée de régénération peut être de quelques siècles, mais elle est souvent de l'ordre de la dizaine de millénaires. Dans ce cadre, l'eau fossile a alors été piégée dans des conditions climatiques, physico-chimiques, ou géomorphologiques qui ne sont plus celles actuelles, et son renouvellement ne peut s'inscrire dans le cycle de l'eau actuel. La consommation d'eau fossile est donc définitive, le stock ne pouvant se renouveler, à l'échelle de temps humain.

## Localisation
On rencontre des eaux fossiles en France (Bassin parisien) mais aussi, par exemple, dans le Sahara au sein des aquifères continentaux intercalcaires où le renouvellement est de 0,001 % ; le temps nécessaire pour que le stock se reconstitue est de l'ordre de 70 000 années.
On note aussi des eaux fossiles dans le sud tunisien (Nord Afrique) au sein aussi du gigantesque aquifère du Continental Intercalaire (CI), où les conditions climatiques de recharge sont très différentes de celles de l'actuel (Hamed, 2009)

## Quelques exemples
- La Mauritanie exporte actuellement une partie de son eau fossile comme eau de table à destination du Sénégal.
- L'usine IBM de Corbeil-Essonnes (circuits intégrés) puise également dans une nappe d'eau fossile.
- La profondeur et la localisation tropicale du lac Tanganyika, en Afrique, (deuxième lac au monde en termes de profondeur) empêchent le renouvellement total des masses d'eau et rend la majeure partie de ses eaux profondes « fossiles ».
- La grande rivière artificielle est un projet de pompage dans le bassin de Nubie afin notamment de développer l'agriculture en Libye.